# Komuna e Ndroqit
Komuna e Ndroqit är en kommun i Albanien.   Den ligger i prefekturen Qarku i Tiranës, i den centrala delen av landet, 16 km väster om huvudstaden Tirana.
```
Runt Komuna e Ndroqit är det tätbefolkat, med 
570
 invånare per kvadratkilometer.
[
2
]
```